# Паразитне світло
Паразитне світло — це будь-яке світло в оптичному інструменті, що не було передбачено у його конструкції.

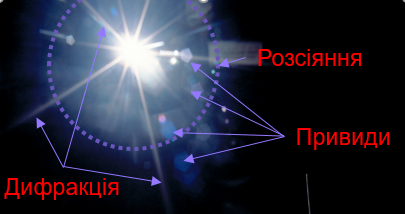
Різні прояви паразитного світла у орбітальному фотознімку Сонця: гало навколо — розсіяння, довгі промені — дифракція, численні плями-копії — привиди

Паразитне світло може бути спричинене багатьма явищами:
- Розсіяння
  - Розсіяння на шорсткій поверхні
  - Розсіяння через забруднення поверхні
  - Внутрішнє розсіяння (всередині лінзи, наприклад)
  - Розсіяння через косметичні дефекти поверхні
- Залишкові відбивання від оптичних поверхонь (привиди)
- Дифракція
- Самовипромінювання детектора (актуально для теплових детекторів)

## Моделі ДФВЗ
Розсіяння описується Двопроменевою функцією відбивної здатності (ДФВЗ). Кожен тип розсіяння має свою функцію. Окрім того, кожна функція має свій набір параметрів, аби найточніше описати розсіяння. Найбільш вживані моделі:
- Розсіяння на шорсткій поверхні: модель Харвей-Шака, ABg модель, K-correlation (ABC) модель;
- Розсіяння через забруднення: Мі модель + MIL-STD-1246D стандарт.
- Косметичні дефекти: модель Петерсона